# Базилика Девы Марии (Шэшань)

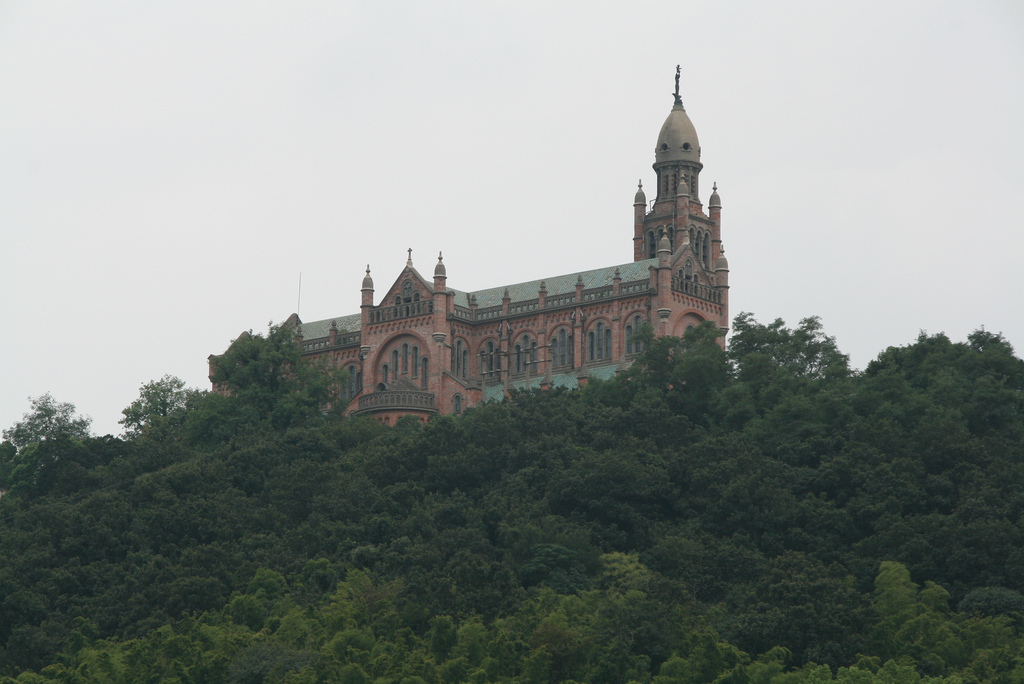
Шэшаньская базилика

Базилика Девы Марии — римско-католическая базилика на «змеиной горе» в Шанхае, крупнейший в Китае центр христианских паломничеств. Ещё в 1874 году папа Пий IX пообещал прощение грехов тем, кто посетит иезуитскую святыню в Шэшани. Здание базилики окружено часовнями; рядом с ней находится основанная иезуитами Шанхайская обсерватория.
Базилика была заложена иезуитами в годы восстания тайпинов (1863) на месте буддийского монастыря. К 1925 г. старая церковь не могла вместить всех паломников. В течение 10 лет с 1925 по 1935 гг. велось строительство существующей гранитной базилики. Архитектурное решение сочетает в себе элементы неоготики и неоренессанса. Над храмом высится 38-метровая колокольня, а на её вершине установлена 5-метровая статуя Мадонны с младенцем.
Шэшаньская базилика сильно пострадала в годы Культурной революции. Статуя Мадонны была демонтирована, а епископ Гун Пиньмэй подвергся гонениям. В настоящее время базилика вновь принимает паломников.